# Эстли, Эндрю, 1-й барон Эстли
Эндрю Эстли (англ. Andrew Astley; приблизительно 1265 — до 18 января 1301) — английский аристократ, 1-й барон Эстли с 1295 года. Участник войны с Шотландией.

## Биография
Эндрю Эстли принадлежал к старинному рыцарскому роду, владевшему землями в Уорикшире (Центральная Англия). Он был сыном сэра Томаса Эстли и Джоан дю Буа. Сэр Томас погиб в битве при Ившеме 4 августа 1265 года; соответственно рождение Эндрю датируют приблизительно 1265 годом. 23 ноября 1295 года Эндрю впервые вызвали в парламент как лорда, и это событие считается началом истории баронии Эстли. Барон участвовал в войне с Шотландией, в 1298 году сражался при Фолкерке, где англичане разбили Уильяма Уоллеса. Он умер до 18 января 1301 года.
Эстли был женат на некой Сибилле (о её происхождении ничего не известно). В этом браке родились двое сыновей, Николас (около 1277—1325), 2-й барон Эстли, и Жиль (после 1277 — до 1316), отец Томаса, 3-го барона Эстли, и Сибиллы, жены Ральфа Бассета, 1-го барона Бассета из Сапкота.
| Эстли, Эндрю, 1-й барон Эстли — предки |
| -------------------------------------- |
| Шаблон:Ahnentafel-compact1             |